# Missisipi (rzeka)
Missisipi (ang. Mississippi River) – druga  pod względem długości rzeka w Ameryce Północnej, płynąca z północy na południe Stanów Zjednoczonych, o powierzchni dorzecza obejmującego około 3 mln km². Jej długość wynosi 3766 km (łącznie z rzekami Jefferson i Missouri 6275 km, co sprawia, że jest czwartą pod względem długości rzeką świata – po Nilu, Amazonce i Jangcy).
Za początek rzeki uznawany jest jej wypływ z jeziora Itasca, leżącego na wysokości 447 m n.p.m. w północnej części stanu Minnesota, w odległości około 120 km od granicy z Kanadą. W punkcie tym ustawiono kamienny obelisk z napisem: Tu, 1475 stóp nad poziomem oceanu, potężna Missisipi zaczyna swą krętą, 2552-milową drogę do Zatoki Meksykańskiej. Wypływ jest płytki, a jego szerokość nie przekracza 4 metrów, dlatego przybywający tu turyści za punkt honoru biorą sobie przejście przez koryto potoku - mogą wówczas pochwalić się przebyciem Missisipi w bród.
Missisipi przepływa przez stany: Minnesota, Wisconsin, Iowa, Illinois, Missouri, Kentucky, Tennessee, Arkansas, Missisipi i Luizjana.
Do głównych dopływów Missisipi należą rzeki: Minnesota, Missouri, Arkansas i Red (prawostronne) oraz Tennessee i Ohio (lewostronne).
Rzeka uchodzi do Zatoki Meksykańskiej deltą o trzech głównych ramionach.
Część dorzecza Missisipi zajmuje obszar trzeciorzędowej zatoki morskiej. Dolina tej głównej rzeki jest żyzna, wypełniona osadami. Rzeka niesie ogromne ilości materiału, tworząc u ujścia rozległą i znacznie rozgałęzioną deltę o powierzchni ok. 36 tys. km2. Osady tej delty sięgają głęboko poniżej poziomu wody. Charakterystyczne dla takich osadów ślady fauny (np. szczątki ryb, muszle mięczaków) i flory (odłamki drewna) lub obecność utworów glebowych stwierdzono tu nawet na głębokości 300 m. Świadczy to o zapadaniu się podłoża delty, której poziom wyrównywany jest dzięki gromadzeniu kolejnych osadów.
Wysokie stany wód występują tu wiosną, w czasie topnienia śniegów oraz latem, gdy spadają duże deszcze. W wyniku wyniszczenia przez nieumiejętną gospodarkę człowieka wielkich obszarów leśnych i stepowych, zdarzają się na niej katastrofalne powodzie. W ostatnich latach, w związku z prowadzeniem racjonalnej gospodarki rolnej (np. uprawy wstęgowej polegającej na prowadzeniu zabiegów agrotechnicznych zgodnie z przebiegiem poziomic, czyli w poprzek spadków), ilość niesionych namułów uległa znacznemu zmniejszeniu.
Większe miasta nad rzeką to: Minneapolis, Saint Paul, Davenport, Saint Louis, Memphis, Baton Rouge i Nowy Orlean.
Nad rzeką Missisipi amerykański pisarz Mark Twain umieścił akcję swoich dwóch powieści: Przygody Tomka Sawyera oraz Przygody Hucka Finna.

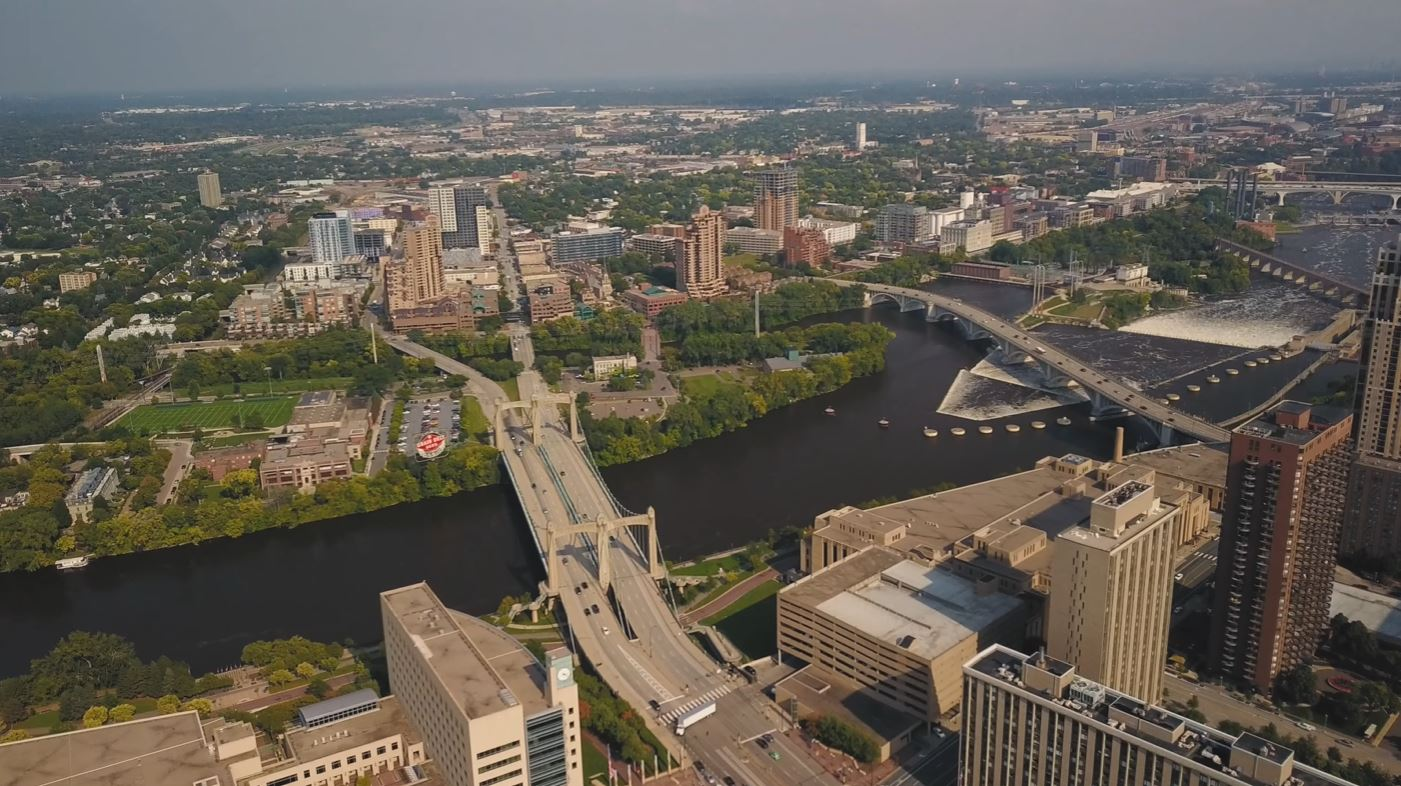
Rzeka Missisipi w Minneapolis
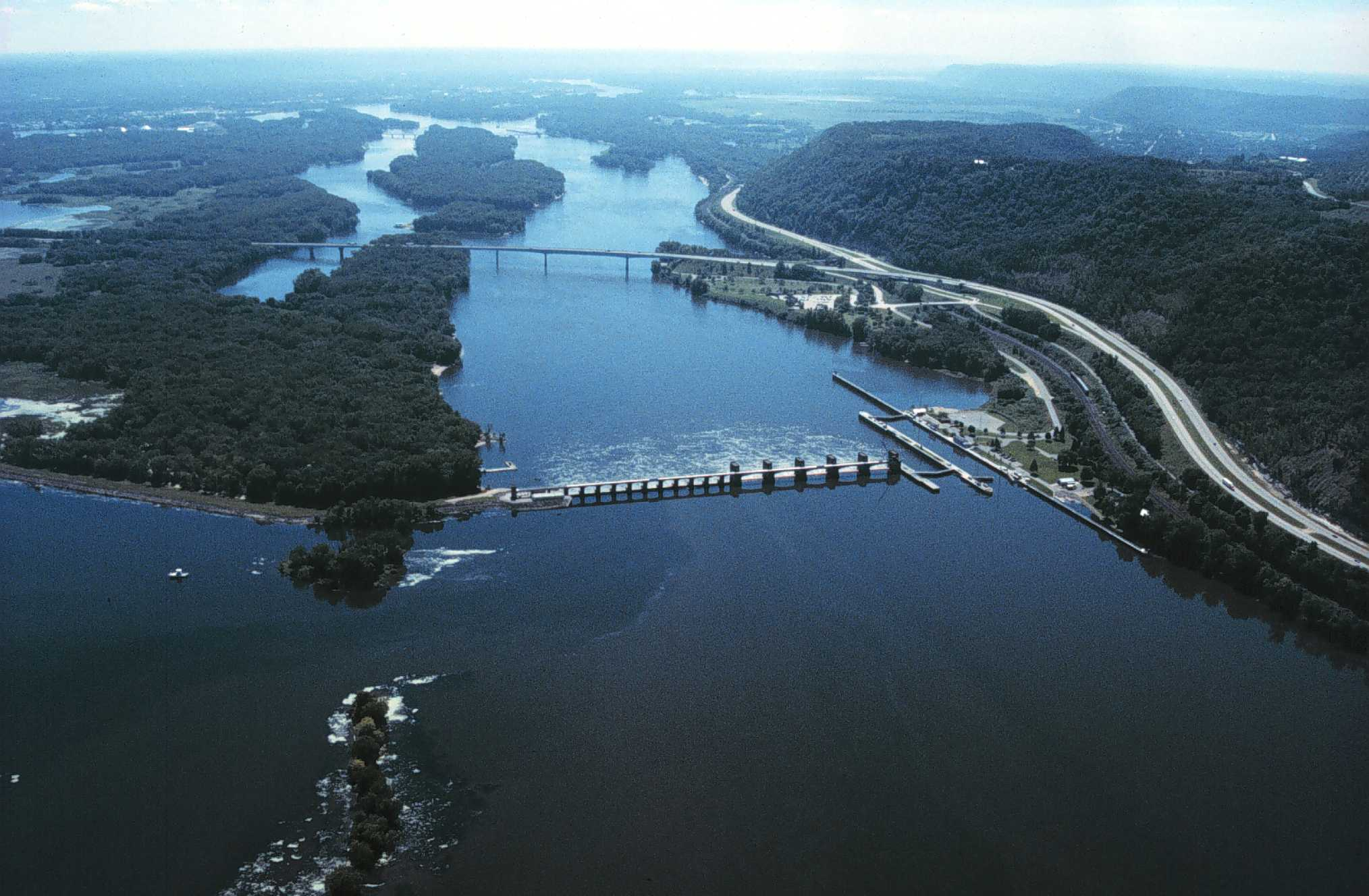
Zapora i most na rzece Missisipi nieopodal miasta La Crosse (stan Wisconsin)
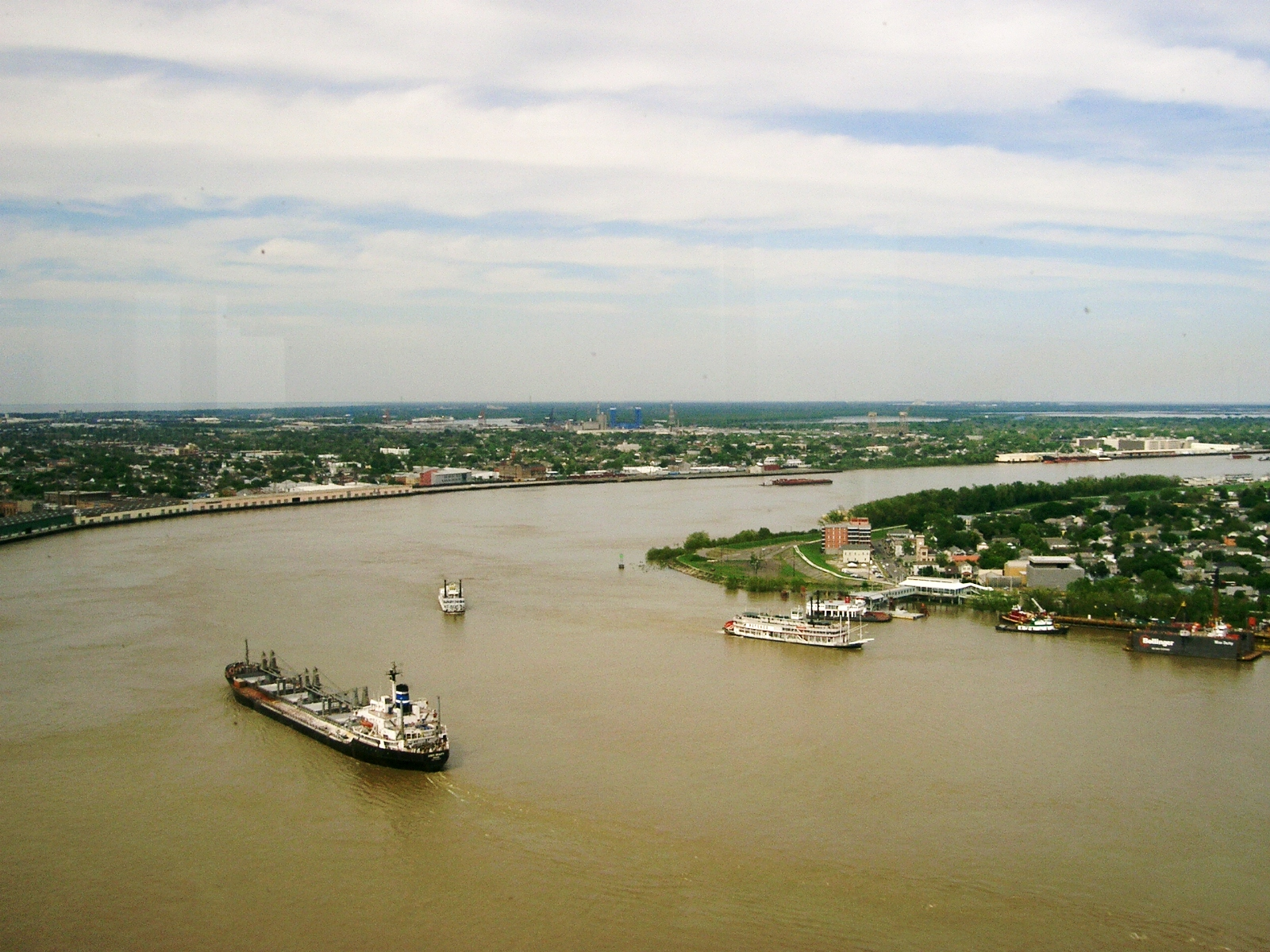
Rzeka Missisipi w Nowym Orleanie
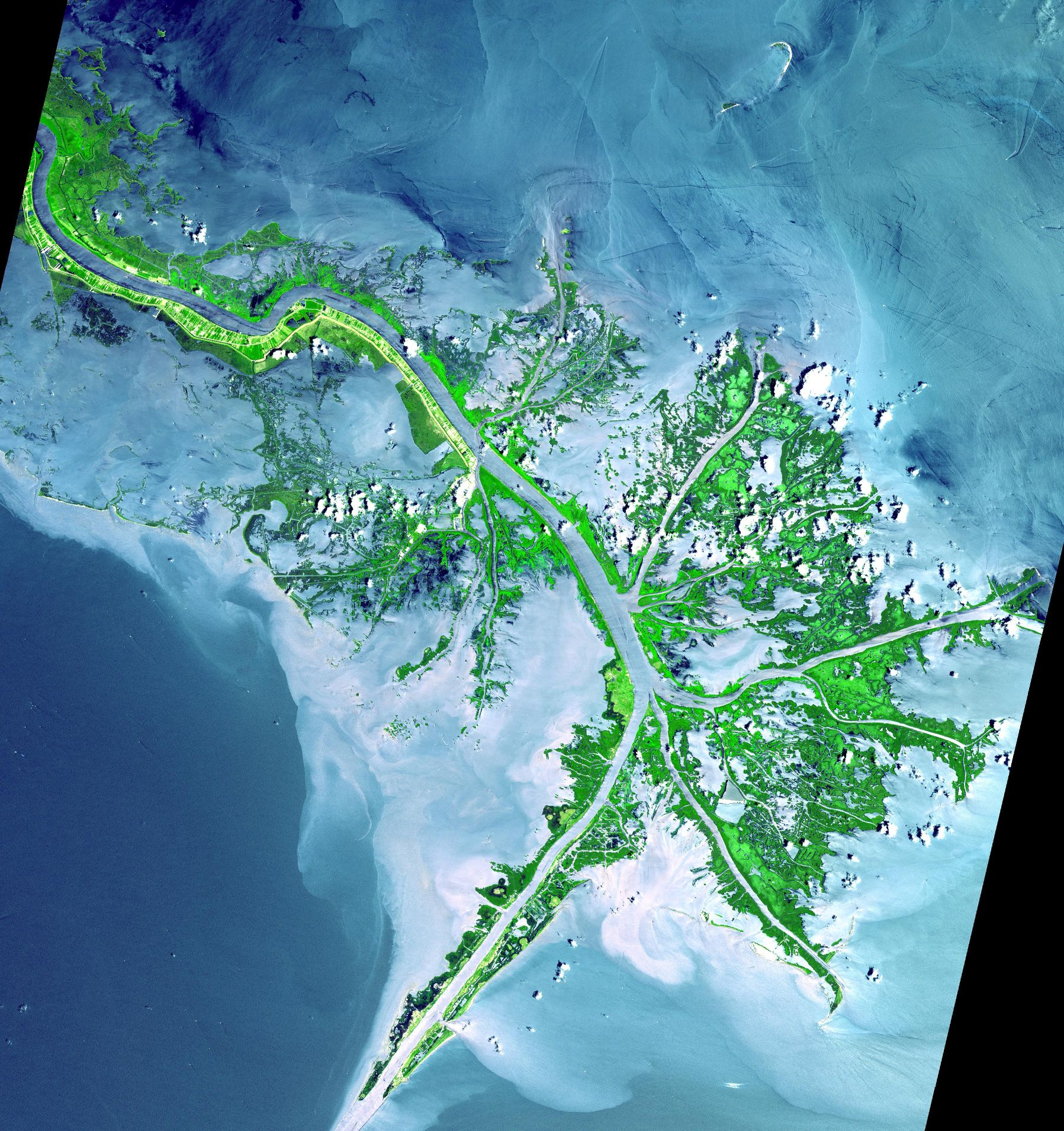
Delta Missisipi na zdjęciu satelitarnym